# Phragmaspidium viniferae
Phragmaspidium viniferae är en svampart som beskrevs av Bat. 1960. Phragmaspidium viniferae ingår i släktet Phragmaspidium och familjen Microthyriaceae.   Inga underarter finns listade i Catalogue of Life.